# Amnicola cora
Amnicola cora är en snäckart som beskrevs av Leslie Raymond Hubricht 1979. Amnicola cora ingår i släktet Amnicola och familjen tusensnäckor. IUCN kategoriserar arten globalt som sårbar. Inga underarter finns listade i Catalogue of Life.